# Наслеђе
Наслеђе је југословенски филм из 1995. године. Режирао га је Милан Барловац, а сценарио је написао Слободан Стојићевић.

## Улоге
| Глумац                  | Улога                       |
| ----------------------- | --------------------------- |
| Михајло Миша Јанкетић   | Капетан Милорад Калафатовић |
| Предраг Лаковић         | Калафатовић, Милорадов брат |
| Стево Жигон             | Адвокат Спасоје             |
| Миливоје Томић          | Демократа                   |
| Миодраг Радовановић     | Коста                       |
| Даринка Ђурашковић      | Зденка                      |
| Славка Јеринић          | Радмила                     |
| Љубомир Ћипранић        | Пијанац                     |
| Љиљана Газдић           | Пијанчева жена              |
| Данило Лазовић          | Срећко из Госпића           |
| Љубица Ковић            | Милорадова пријатељица      |
| Љиљана Крстић           | Деса                        |
| Даница Максимовић       | Келнерица Рада              |
| Слободан Нинковић       | Тихомир „Тика“              |
| Михајло Бата Паскаљевић | Харалампије                 |
| Вера Дедовић            | Медицинска сестра           |
| Борис Исаковић          | Човек у кафани 1            |
| Драгољуб Денда          | Човек у кафани 2            |
| Владан Живковић         | Човек у кафани 3            |
| Миомир Радевић Пиги     | Полицајац Митар             |
| Аленка Ранчић           | Жена у послузи              |
| Ева Рас                 | Жена са лутком              |
| Душан Тадић             | Конобар                     |
| Бранислав Зеремски      | Саша                        |
| Мирсад Тука             | Продавац у послузи          |
| Петар Антоновић         |                             |
| Снежана Бабић Ђердан    |                             |